# Marco Octavio
Marco Octavio (en latín, Marcus Octavius) fue un político romano del siglo II a. C.

## Familia
Fue hijo de Cneo Octavio, cónsul en 165 a. C., y hermano de otro Cneo Octavio, también cónsul. Su hijo, homónimo de los dos anteriores, alcanzó el consulado en el año 76 a. C.

## Carrera pública
Obtuvo el tribunado de la plebe en el año 133 a. C. y se convirtió en el principal rival de Tiberio Sempronio Graco. Descrito como una persona discreta y seria, ganó fama como influyente orador. Aunque inicialmente fue un amigo cercano de Graco, alarmado por la agenda populista de aquel y a instancias del Senado, ejerció su derecho a veto contra las reformas agrarias que Graco pretendía. Tiberio respondió en última instancia convocando a la asamblea de la plebe y destituyéndolo de su cargo. Esto solo haría escalar la confrontación entre tradicionalistas y reformistas, constituyendo un hecho sin precedentes que violaba el mos maiorum. Con esa decisión Graco podía intentar aprobar su reforma agraria y deslegitimaba la autoridad senatorial, lo que a largo plazo tendría largas consecuencias. 
Según Plutarco, fuente principal sobre su vida, fue antepasado de Augusto.[cita requerida]